# Touillon-et-Loutelet
Touillon-et-Loutelet é uma comuna francesa na região administrativa de Borgonha-Franco-Condado, no departamento de Doubs. Estende-se por uma área de 4,72 km². Em 2010 a comuna tinha 283 habitantes (densidade: 60 hab./km²).